# Dorian Thompson-Robinson
Dorian Trevor Thompson-Robinson (Columbia, 14 novembre 1999) è un giocatore di football americano statunitense che milita nel ruolo di quarterback per i Cleveland Browns della National Football League (NFL).

## Carriera

### Cleveland Browns
Al college Thompson-Robinson giocò a football a UCLA. Fu scelto nel corso del quinto giro (140º assoluto) del Draft NFL 2023. Dopo una pre-stagione positiva si assicurò il ruolo di prima riserva del quarterback titolare Deshaun Watson, battendo la concorrenza di Kellen Mond e Joshua Dobbs. Quando Watson si infortunò prima della settimana 4, Thompson-Robinson fu nominato titolare per la gara contro i Baltimore Ravens, in cui passò 121 yard e subì tre intercetti nella sconfitta per 28-3. Dopo che Watson si infortunò per tutta la stagione nel decimo turno, Thompson-Robinson fu nominato titolare per la settimana 11, in cui guidò i Browns alla vittoria contro i Pittsburgh Steelers passando 165 yard, correndone 20 e subendo un intercetto. Nell'ultima parte della stagione fu sostituito come titolare da Joe Flacco. La sua prima stagione si chiuse con 440 yard passate, un touchdown e 4 intercetti in otto presenze, di cui tre come titolare.
Nel settimo turno della stagione 2024, Thompson-Robinson subentrò all'infortunato Deshaun Watson partendo in maniera promettente ma alla fine mostrando la ruggine accumulata per non avere giocato da diverso tempo. Alla fine si infortunò anch'egli, venendo sostituito nel finale da Jameis Winston. Questi fu nominato titolare fino alla settimana 15, nella quale fu sostituito in corso d'opera da DTR dopo avere subito tre intercetti. Dalla gara successiva Thompson-Robinson fu nominato nuovo titolare.